# Глинки (Ровненская область)
Глинки (укр. Глинки) — село в Белокриницкой сельской общине Ровненского района Ровненской области Украины.
Население по переписи 2001 года составляло 352 человека. Почтовый индекс — 35342. Телефонный код — 363. Код КОАТУУ — 5624680705.